# Malkood, Chitapur
Malkood là một làng thuộc tehsil Chitapur, huyện Gulbarga, bang Karnataka, Ấn Độ.